# Karla Souza
Karla Souza, all'anagrafe Karla Susana Olivares Souza (Città del Messico, 11 dicembre 1985), è un'attrice messicana, nota per il ruolo di Laurel Castillo nella serie televisiva Le regole del delitto perfetto.

## Biografia
Souza è nata a Città del Messico, in Messico. Ha vissuto ad Aspen, Colorado fino all'età di 8 anni. Ha studiato presso il Centro de Educación Artística, la famosa scuola di teatro gestita dal colosso di media messicano Televisa e situata presso Città del Messico. Ha inoltre frequentato una scuola di recitazione in Francia e completato un intenso corso estivo di teatro a Mosca, in Russia. Nel 2008, ha conseguito una laurea in teatro presso la Central School of Speech and Drama di Londra. 
A 22 anni torna in patria e inizia a recitare al cinema e in televisione. Nel 2009 prende parte alla telenovela messicana Verano de amor. In seguito, ha recitato nelle sitcom messicane Los Hèroes del Norte e La Clinica. Nel 2010 gira la commedia romantica 31 Días, in cui interpreta l'ex fidanzata del protagonista, l'italiano Lorenzo Balducci. Nel 2013 partecipa a due successi messicani, ovvero Nostros los Nobles e Instructions Not Included. Nel 2014 entra a far parte del cast della nota serie televisiva statunitense Le regole del delitto perfetto, per cui ha interpretato il ruolo di Laurel Castillo fino alla sua conclusione nel 2020.
Dal 2014 è sposata con Marshall J. Trenkmann. La coppia ha avuto tre figli: Gianna, Luka e Giulia nati rispettivamente nel 2018, nel 2020 e nel 2024.

## Filmografia

### Cinema
- Aspen - Sci estremo (Aspen Extreme), regia di Patrick Hasburgh (1993)
- El efecto tequila (2010)
- From Prada to Nada, regia di Angel Gracia (2011)
- Suave patria, regia di Francisco Javier Padilla (2012)
- 31 días, regia di Erika Grediaga (2013)
- Me Late Chocolate (2013)
- Nosotros los Nobles, regia di Gary Alazraki (2013)
- Instructions Not Included (No se aceptan devoluciones), regia di Eugenio Derbez (2013)
- Sundown (2015)
- ¿Qué culpa tiene el niño?, regia di Gustavo Loza (2016)
- Everybody Loves Somebody, regia di Catalina Aguilar Mastretta (2017)
- L'ultimo colpo di mamma (The Sleepover), regia di Trish Sie (2020)
- Day Shift - A caccia di vampiri (Day Shift), regia di J. J. Perry (2022)
- Dive - Il Tuffo (La caída), regia di Lucía Puenzo (2022)
- The Jesuit, regia di Alfonso Pineda Ulloa (2022)

### Televisione
- Verano de amor  – serie TV (2009)
- Persone sconosciute – serie TV , 1 episodio (2010)
- Los Hèroes del Norte – serie TV, 36 episodi (2010-2011)
- Niño Santo – serie TV, 14 episodi (2013-2015)
- La Clinica – serie TV, 120 episodi (2013-2014)
- Le regole del delitto perfetto (How to Get Away with Murder) – serie TV, 78 episodi (2014-2020)
- El Presidente – serie TV, 8 episodi (2020)
- Economia domestica – serie TV, 42 episodi (2021-2023)

## Doppiatrici italiane
- Elena Perino ne Le regole del delitto perfetto, Day Shift - A caccia di vampiri
- Benedetta Degli Innocenti ne L'ultimo colpo di mamma